# 海上捕獲法
海上捕獲法（かいじょうほかくほう、英：prize law）とは、戦時において交戦国が行う臨検や捜索、拿捕、没収等の諸行為を規律する国際法。海上保険の分野では戦争危険は保険者免責が掲げられている法定免責であり、捕獲は拿捕などとともに戦争危険の一つとして保険証券の証券語句にも使用されており保険契約上の有無責の判断においても意味を持つ。
戦時国際法上、陸戦法規には「鹵獲」、海戦法規には「捕獲」の概念があるが、意味の広狭など両者には差異がある。具体的には18世紀末から19世紀初頭頃には陸上私有財産は捕獲の対象とされなくなったが（陸上私有財産非没収の原則）、海上私有財産はなお捕獲の対象のままとされた。
従来の敵船・敵貨捕獲制度に対しては19世紀には廃止論が優勢となっており、その後の国際法上の戦争の違法化により敵船・敵貨捕獲制度は戦時禁制品制度や封鎖制度よりも慎重な検討が必要とされている。

## 海上捕獲の意義と手続
海上捕獲とは戦時において交戦国が海上の私有財産（船舶及びその貨物）について拿捕または没収することをいう。英国法の海上保険に関する過去の判例では捕獲（capture）は「戦時中にまたは復仇に伴い、支配権と所有権の奪取を目的として敵が保険の目的をprize（捕獲物）として捕えること」と定義されている。

### 捕獲の対象
中立国の貨物及び船舶は海上封鎖の封鎖侵破があった場合や戦時禁制品の輸送を行った場合などに捕獲の対象となる。敵国の貨物及び船舶は中立国の領水外であれば常に捕獲の対象となる。
海上捕獲法上の「敵船」や「中立船」などの船舶は主として私船を意味する。公船のうち敵軍艦は攻撃対象となるほか、戦利品（booty）として拿捕または押収されることで直ちに没収の効果を生じ、私船及びその貨物のように捕獲審検所による審検と検定を経て没収の効果を生じるわけではない。

### 捕獲の手続
海上捕獲の手続は船舶の臨検（visit）及び捜索（search）、拿捕（seizure）、捕獲審検所（prize court）による審検と検定（没収または解放の判断）を経て行われる。
臨検及び捜索
臨検は交戦国の軍艦の停戦命令（空砲または国際信号旗）によって行われる。停船命令に応じない場合は敵性を有するとみなされ攻撃や捕獲の対象となる。臨検は交戦国軍艦から派遣された士官が行い、書類の閲覧や捜索などを行うことができるが、これらは当該商船の中立性を確認する目的がある。
拿捕
拿捕は平時の国際法のもとにおいても行われるが、戦時の拿捕は捕獲を目的として行われる一連の行為の一つとして位置付けられる。
捕獲審検
拿捕された船舶は交戦国の港に引致されて当該国が設置する捕獲審検所の審検にかけられ、捕獲が有効とされれば船舶や貨物は没収、無効とされれば交戦国は拿捕や引致によって生じた損害を賠償する責任を生じる。

## 海上捕獲に関する条約
海上捕獲法に関する一般条約として次のものがある。
- 1856年パリ宣言（「海上法ノ要義ヲ確定スル為メ西暦千八百五十六年四月十六日巴里公会ニ於テ決定セシ宣言」）[1][4]
- 1907年第2回ハーグ平和会議で採択された一部の条約
  - 第6条約（「開戦ノ際ニ於ケル敵ノ商船取扱ニ関スル条約」）[1]
  - 第10条約（「千八百六十四年八月二十二日「ジュネブァ」条約ノ原則ヲ海戦ニ応用スル条約」）[1]
  - 第11条約（「海戦ニ於ケル捕獲権行使ノ制限ニ関スル条約」）[1]
  - 第12条約（「国際捕獲審検所の設立に関する条約」未発効）[1]
- 1909年ロンドン宣言（未発効）[1]

第二次世界大戦以降、海上捕獲に関する条約は一本も作成されておらず、戦争や武力行使の違法化がこれらに与える影響について、理論的側面からの検討や国家実行の実証的分析が必要とされる。